# Stern Papa
Stern Papa è un cortometraggio muto del 1912 diretto da Mack Sennett con Ford Sterling. Tra gli attori, anche l'aiuto regista William Beaudine che, di lì a poco, nel 1915, avrebbe iniziato una lunga carriera come regista, firmando ben 366 pellicole, e Dell Henderson, anche lui regista di oltre duecento film.

## Produzione
Il film fu prodotto dalla Biograph Company.

## Distribuzione
Distribuito dalla General Film Company, il film - un cortometraggio di sette minuti - uscì nelle sale il 16 settembre 1912.